# Божан Ангелов
Божан Анґелов (1 листопада 1873, Русе — 2 липня 1958, Софія) — болгарський літературний критик, історик і культурний діяч.

## Біографія та творчість
Народився 1 листопада 1873 року в Русе.
Вивчав слов'янську філологію (1891—1894) в Софійському університеті, викладав у Свіштові, Русе, Видині та Софії. У 1908—1909 роках — головний інспектор болгарської мови в Міністерстві національної освіти. Директор Національного театру (1909—1911, 1918—1920) та Національної бібліотеки (1923—1928).
Помер 2 липня 1958 року в Софії.
Його робота включає цінні матеріали та спостереження за літературним розвитком. Писав статті про болгарську літературу. Досліджував народне мистецтво.

## Вшанування пам'яті
У Софії його іменем названа одна з вулиць в кварталі Младост IV.